# 洛卢阿
05°40′25″S 176°06′54″E / 5.67361°S 176.11500°E
洛卢阿（英語：Lolua），又译罗鲁阿，是南太平洋岛国图瓦卢的一座村庄，为纳努梅阿环礁的行政中心和首府，位于首都富纳富提西北约465公里，2010年人口215人。洛卢阿位于纳努梅阿环礁主岛西北部。